# Alessandro Bastoni
Alessandro Bastoni (Casalmaggiore, 13 april 1999) is een Italiaans voetballer die doorgaans als centrale verdediger speelt.
Bastoni stroomde in 2016 door vanuit de jeugdopleiding van Atalanta Bergamo, dat hem een jaar later voor ruim € 30 miljoen verkocht aan Internazionale. Na verhuurperioden bij Atalanta Bergamo en Parma won hij met Internazionale twee keer de Serie A en twee keer de Coppa Italia en bereikte hij bovendien de finales van de UEFA Champions League in 2023 en 2025 en de UEFA Europa League in 2020.
Bastoni debuteerde in 2020 in het Italiaans voetbalelftal, waarmee hij deelnam aan de EK's van 2020 en 2024, waarvan de eerste werd gewonnen.

## Clubcarrière

### Atalanta Bergamo
Bastoni begon met voetballen bij het plaatselijke Cannatese, waar zijn vader coach was. In 2006 werd hij opgenomen in de jeugdopleiding van Atalanta Bergamo. Hij debuteerde op 30 november 2016 in het eerste elftal, tijdens een wedstrijd in de Coppa Italia tegen Pescara. Bastoni speelde de volledige wedstrijd, die Atalanta met 3–0 won. Op 22 januari 2017 volgde zijn competitiedebuut, tegen Sampdoria. Opnieuw speelde hij de volledige wedstrijd, die met 1–0 gewonnen werd.

### Internazionale

#### Verhuurperioden
Bastoni maakte op 31 augustus 2017 voor ruim € 30 miljoen de overstap naar Internazionale, dat hem direct voor twee seizoenen terug verhuurde aan Atalanta Bergamo. In het seizoen 2017/18 kwam Bastoni echter nog weinig in actie. Op 14 juli 2018 werd bekend dat Bastoni voortijdig terugkeerde naar Internazionale, waar hij een nieuw, vijfjarig contract ondertekende. Op 7 augustus 2018 werd Bastoni door Internazionale verhuurd aan Parma, dat net was gepromoveerd naar de Serie A. Hij debuteerde voor deze club op 7 oktober 2018, als vervanger van Antonio Di Gaudio bij een 1–3 competitiezege op Genoa CFC. Hij groeide uit tot een basisspeler en maakte op 5 mei 2019 zijn enige doelpunt voor de club door de eindstand 3–3 op het scorebord te zetten in het thuisduel met Sampdoria.

#### Terugkeer bij Internazionale

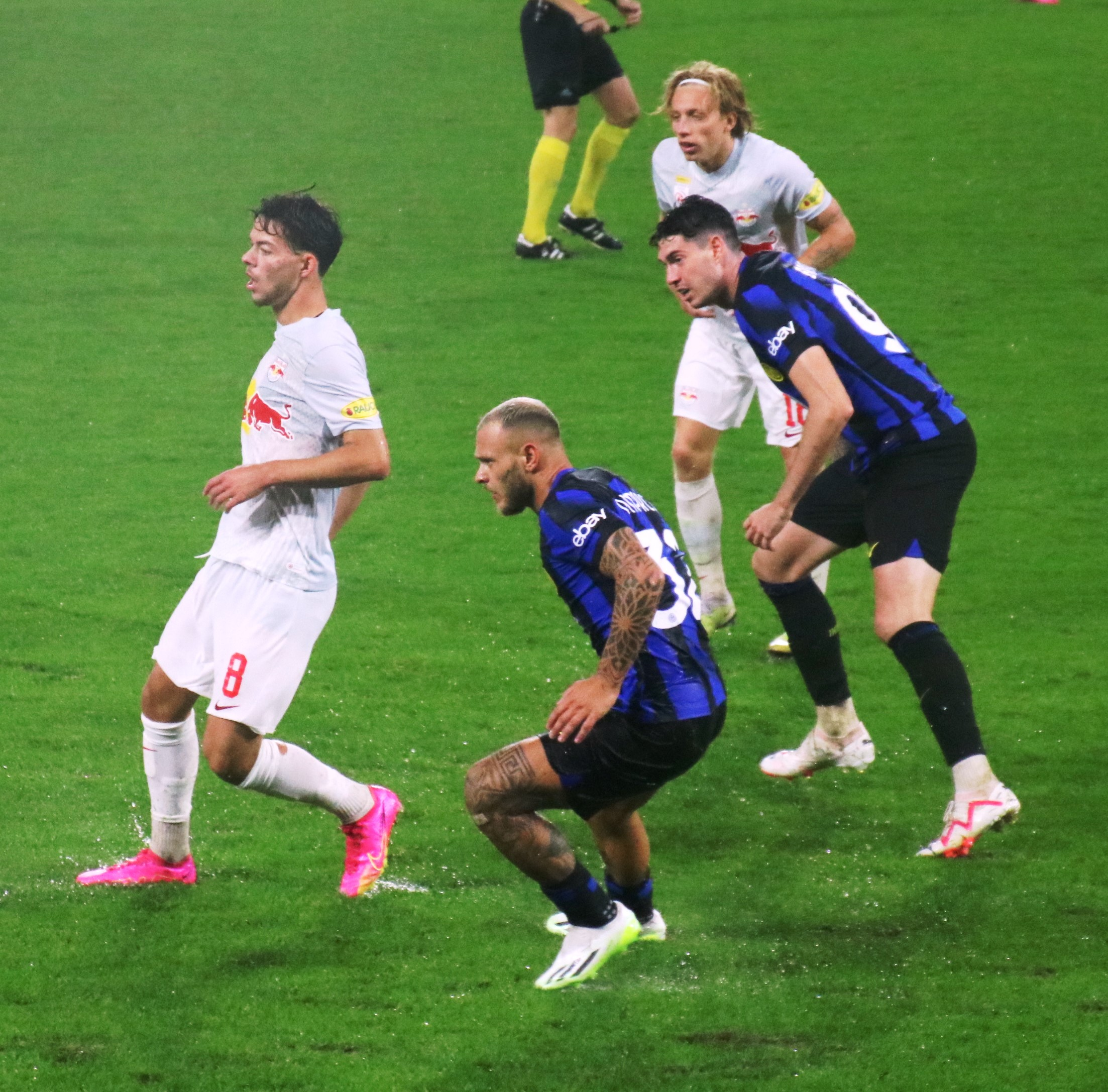
Bastoni (r) in actie namens Internazionale in augustus 2023

Bastoni debuteerde op 28 september 2019 voor Internazionale, als basisspeler bij een 1–3 overwinning tegen Sampdoria in de Serie A. Op 29 januari 2020 maakte hij zijn eerste doelpunt voor de club bij een 1–1 gelijkspel op bezoek bij US Lecce. Op 27 februari 2020 kwam hij als vervanger van Danilo D'Ambrosio in een thuiswedstrijd tegen PFK Loedogorets in de zestiende finales van de UEFA Europa League voor het eerst in actie in het Europees clubvoetbal. Bastoni werd op 5 juli 2020 voor het eerst in het profvoetbal met een rode kaart van het veld gestuurd, na twee rode kaarten tegen Bologna FC (1–2 nederlaag). Op 21 augustus 2020 speelde hij de volledige negentig minuten in de finale van de UEFA Europa League, die met 3–2 verloren ging tegen Sevilla FC. Zijn debuut in de UEFA Champions League volgde op 21 oktober 2020 in een groepswedstrijd tegen Borussia Mönchengladbach als invaller voor Ivan Perišić. In het seizoen 2020/21 speelde Bastoni 33 competitieduels mee voor Internazionale, dat voor het eerst in elf jaar de landstitel won. In het seizoen 2021/22 speelde Bastoni mee in de finales van de Supercoppa en de Coppa Italia, die beide na een verlenging werden gewonnen tegen Juventus FC. Het daaropvolgende seizoen speelde hij wederom mee in beide finales, die wederom gewonnen, ditmaal tegen rivaal AC Milan in de Supercoppa en tegen ACF Fiorentina in de Coppa Italia.
Op 10 juni 2023 was Bastoni basisspeler in de finale van de UEFA Champions League, die met 1–0 verloren ging tegen Manchester City. Hij werd vervolgens door de UEFA opgenomen in het Team van het Seizoen in de UEFA Champions League, net als teamgenoot Federico Dimarco. Eerder in het toernooi was hij al benoemd tot man van de wedstrijd voor de 0–2 overwinning tegen SL Benfica in de kwartfinales. Bastoni verlengde op 5 juli 2023 zijn contract bij Internazionale tot medio 2028. Hij bleef op de reservebank toen Internazionale op 22 januari 2024 voor het derde jaar op rij de Supercoppa won, door met 0–1 te winnen van SSC Napoli. Hij speelde 28 wedstrijden mee in het Serie A-seizoen 2023/24, dat resulteerde in Bastoni's tweede landstitel met Internazionale. In maart 2024 was hij al benoemd tot Speler van de Maand in de competitie en na afloop van het seizoen werd hij benoemd tot de beste verdediger van het competitieseizoen, ten koste van Riccardo Calafiori en Gleison Bremer. In het seizoen 2024/25 eindigde Internazionale als tweede in zowel de Serie A als de UEFA Champions League; in de met 5–0 verloren UEFA Champions Leaguefinale tegen Paris Saint-Germain op 31 mei 2025 speelde Bastoni de volledige wedstrijd mee.

## Clubstatistieken
| Seizoen         | Club               | Competitie      | Competitie | Competitie | Beker | Beker | Internationaal | Internationaal | Overig | Overig | Totaal | Totaal |
| Seizoen         | Club               | Competitie      | Wed.       | Dlp.       | Wed.  | Dlp.  | Wed.           | Dlp.           | Wed.   | Dlp.   | Wed.   | Dlp.   |
| --------------- | ------------------ | --------------- | ---------- | ---------- | ----- | ----- | -------------- | -------------- | ------ | ------ | ------ | ------ |
| 2016/17         | Atalanta Bergamo   | Serie A         | 3          | 0          | 1     | 0     | —              | —              | —      | —      | 4      | 0      |
| 2017/18         | → Atalanta Bergamo | Serie A         | 4          | 0          | 1     | 0     | 0              | 0              | —      | —      | 5      | 0      |
| Club totaal     | Club totaal        | Club totaal     | 7          | 0          | 2     | 0     | 0              | 0              | 0      | 0      | 9      | 0      |
| 2018/19         | Parma              | Serie A         | 24         | 1          | 0     | 0     | 0              | 0              | 0      | 0      | 24     | 1      |
| Club totaal     | Club totaal        | Club totaal     | 24         | 1          | 0     | 0     | 0              | 0              | 0      | 0      | 24     | 1      |
| 2019/20         | Internazionale     | Serie A         | 25         | 2          | 3     | 0     | 5              | 0              | —      | —      | 33     | 2      |
| 2020/21         | Internazionale     | Serie A         | 33         | 0          | 2     | 0     | 6              | 0              | —      | —      | 41     | 0      |
| 2021/22         | Internazionale     | Serie A         | 31         | 1          | 4     | 0     | 8              | 0              | 1      | 0      | 44     | 1      |
| 2022/23         | Internazionale     | Serie A         | 29         | 0          | 4     | 0     | 12             | 0              | 1      | 0      | 46     | 0      |
| 2023/24         | Internazionale     | Serie A         | 28         | 1          | 1     | 0     | 7              | 0              | 1      | 0      | 37     | 1      |
| 2024/25         | Internazionale     | Serie A         | 33         | 1          | 4     | 0     | 14             | 0              | 2      | 0      | 53     | 1      |
| Club totaal     | Club totaal        | Club totaal     | 179        | 5          | 18    | 0     | 52             | 0              | 5      | 0      | 254    | 5      |
| Carrière totaal | Carrière totaal    | Carrière totaal | 210        | 6          | 20    | 0     | 52             | 0              | 5      | 0      | 287    | 6      |

Bijgewerkt t/m 1 juni 2025.

## Interlandcarrière
Bastoni kwam uit voor diverse Italiaanse nationale jeugdselecties. Hij nam met Italië onder 17 deel aan het EK onder 17 van 2016 en met Italië onder 21 aan het EK onder 21 van 2019. Op beide toernooien werd Italië in de groepsfase uitgeschakeld. Bastoni debuteerde op 11 november 2020 in het eerste elftal van Italië, als basisspeler in een met 4–0 gewonnen oefenwedstrijd tegen Estland. Hij speelde op het EK 2020, waarop Italië zijn tweede Europese titel won, één groepswedstrijd tegen Wales (1–0 winst). Hij speelde in oktober 2021 beide wedstrijden mee in de finaleronde van de UEFA Nations League, waarop Italië als derde eindigde. Bastoni speelde op 1 juni 2022 als invaller ook mee toen Italië met 0–3 verloor van Argentinië om de CONMEBOL–UEFA Cup of Champions. Op 14 juni 2022 maakte hij zijn eerste interlanddoelpunt. Het was een eretreffer bij een 5–2 nederlaag tegen Duitsland in de UEFA Nations League. Bastoni werd op 6 juni 2024 door bondscoach Luciano Spalletti opgenomen in de Italiaanse selectie voor het EK 2024 in Duitsland. Italië eindigde als tweede in een groep met Albanië, Spanje en Kroatië, waarna het in de achtste finales werd uitgeschakeld met een 2–0 nederlaag tegen Zwitserland. Bastoni kwam op het toernooi in iedere wedstrijd in actie en maakte de gelijkmaker bij de 2–1 zege op Albanië.
| Interlands van Alessandro Bastoni voor Italië | Interlands van Alessandro Bastoni voor Italië | Interlands van Alessandro Bastoni voor Italië | Interlands van Alessandro Bastoni voor Italië | Interlands van Alessandro Bastoni voor Italië | Interlands van Alessandro Bastoni voor Italië |
| №                                             | Datum                                         | Wedstrijd                                     | Uitslag                                       | Competitie                                    | Goals                                         |
| --------------------------------------------- | --------------------------------------------- | --------------------------------------------- | --------------------------------------------- | --------------------------------------------- | --------------------------------------------- |
| 1                                             | 11 november 2020                              | Italië – Estland                              | 4 – 0                                         | Vriendschappelijk                             |                                               |
| 2                                             | 15 november 2020                              | Italië – Polen                                | 2 – 0                                         | UEFA Nations League A 2020/21                 |                                               |
| 3                                             | 18 november 2020                              | Bosnië en Herzegovina – Italië                | 0 – 2                                         | UEFA Nations League A 2020/21                 |                                               |
| 4                                             | 31 maart 2021                                 | Litouwen – Italië                             | 0 – 2                                         | Kwalificatie WK 2022                          |                                               |
| 5                                             | 28 mei 2021                                   | Italië – San Marino                           | 7 – 0                                         | Vriendschappelijk                             |                                               |
| 6                                             | 20 juni 2021                                  | Italië – Wales                                | 1 – 0                                         | EK 2020                                       |                                               |
| 7                                             | 8 september 2021                              | Italië – Litouwen                             | 5 – 0                                         | Kwalificatie WK 2022                          |                                               |
| 8                                             | 6 oktober 2021                                | Italië – Spanje                               | 1 – 2                                         | UEFA Nations League A 2020/21                 |                                               |
| 9                                             | 10 oktober 2021                               | Italië – België                               | 2 – 1                                         | UEFA Nations League A 2020/21                 |                                               |
| 10                                            | 24 maart 2022                                 | Italië – Noord-Macedonië                      | 0 – 1                                         | Kwalificatie WK 2022                          |                                               |
| 11                                            | 29 maart 2022                                 | Turkije – Italië                              | 2 – 3                                         | Vriendschappelijk                             |                                               |
| 12                                            | 1 juni 2022                                   | Italië – Argentinië                           | 0 – 3                                         | CONMEBOL–UEFA Cup of Champions 2022           |                                               |
| 13                                            | 4 juni 2022                                   | Italië – Duitsland                            | 1 – 1                                         | UEFA Nations League A 2022/23                 |                                               |
| 14                                            | 7 juni 2022                                   | Italië – Hongarije                            | 2 – 1                                         | UEFA Nations League A 2022/23                 |                                               |
| 15                                            | 14 juni 2022                                  | Duitsland – Italië                            | 5 – 2                                         | UEFA Nations League A 2022/23                 | 90+4'                                         |
| 16                                            | 26 september 2022                             | Hongarije – Italië                            | 0 – 2                                         | UEFA Nations League A 2022/23                 |                                               |
| 17                                            | 16 november 2022                              | Albanië – Italië                              | 1 – 3                                         | Vriendschappelijk                             |                                               |
| 18                                            | 9 september 2023                              | Noord-Macedonië – Italië                      | 1 – 1                                         | Kwalificatie EK 2024                          |                                               |
| 19                                            | 12 september 2023                             | Italië – Oekraïne                             | 2 – 1                                         | Kwalificatie EK 2024                          |                                               |
| 20                                            | 14 oktober 2023                               | Italië – Malta                                | 4 – 0                                         | Kwalificatie EK 2024                          |                                               |
| 21                                            | 17 oktober 2023                               | Engeland – Italië                             | 3 – 1                                         | Kwalificatie EK 2024                          |                                               |
| 22                                            | 24 maart 2024                                 | Italië – Ecuador                              | 2 – 0                                         | Vriendschappelijk                             |                                               |
| 23                                            | 4 juni 2024                                   | Italië – Turkije                              | 0 – 0                                         | Vriendschappelijk                             |                                               |
| 24                                            | 15 juni 2024                                  | Italië – Albanië                              | 2 – 1                                         | EK 2024                                       | 11'                                           |
| 25                                            | 20 juni 2024                                  | Spanje – Italië                               | 1 – 0                                         | EK 2024                                       |                                               |
| 26                                            | 24 juni 2024                                  | Kroatië – Italië                              | 1 – 1                                         | EK 2024                                       |                                               |
| 27                                            | 29 juni 2024                                  | Zwitserland – Italië                          | 2 – 0                                         | EK 2024                                       |                                               |
| 28                                            | 6 september 2024                              | Frankrijk – Italië                            | 1 – 3                                         | UEFA Nations League A 2024/25                 |                                               |
| 29                                            | 9 september 2024                              | Italië – Israël                               | 1 – 2                                         | UEFA Nations League A 2024/25                 |                                               |
| 30                                            | 10 oktober 2024                               | Italië – België                               | 2 – 2                                         | UEFA Nations League A 2024/25                 |                                               |
| 31                                            | 14 oktober 2024                               | Italië – Israël                               | 4 – 1                                         | UEFA Nations League A 2024/25                 |                                               |
| 32                                            | 14 november 2024                              | België – Italië                               | 0 – 1                                         | UEFA Nations League A 2024/25                 |                                               |
| 33                                            | 17 november 2024                              | Italië – Frankrijk                            | 1 – 3                                         | UEFA Nations League A 2024/25                 |                                               |
| 34                                            | 20 maart 2025                                 | Italië – Duitsland                            | 1 – 2                                         | UEFA Nations League A 2024/25                 |                                               |
| 35                                            | 23 maart 2025                                 | Duitsland – Italië                            | 3 – 3                                         | UEFA Nations League A 2024/25                 |                                               |

Bijgewerkt t/m 1 juni 2025.

## Erelijst
| Competitie     | Aantal         | Jaren            |
| Internazionale | Internazionale | Internazionale   |
| -------------- | -------------- | ---------------- |
| Serie A        | 2×             | 2020/21, 2023/24 |
| Coppa Italia   | 2×             | 2021/22, 2022/23 |
| Supercoppa     | 3×             | 2021, 2022, 2023 |

| Competitie          | Winnaar | Winnaar | Runner-up | Runner-up | Derde  | Derde   |
| Competitie          | Aantal  | Jaren   | Aantal    | Jaren     | Aantal | Jaren   |
| Italië              | Italië  | Italië  | Italië    | Italië    | Italië | Italië  |
| ------------------- | ------- | ------- | --------- | --------- | ------ | ------- |
| EK voetbal          | 1×      | 2020    |           |           |        |         |
| UEFA Nations League |         |         |           |           | 1×     | 2020/21 |